# Romulea
Romulea (llatí: Romulea grec antic: Ῥωμνυλία)() va ser una ciutat del Samni esmentada per Titus Livi.
La va conquerir el cònsol Publi Deci Mus, o potser Quint Fabi Màxim Rul·lià, a la tercera guerra samnita l'any 297 aC. És descrita com una ciutat gran i rica que després va caure en decadència sota domini romà i va desaparèixer de les cròniques. No la menciona cap autor a excepció d'Esteve de Bizanci.
Als Itineraris s'esmenta una estació o Mansio de nom Sub Romula, a la via Àpia a més de 30 km d'Aeclanum, i a 35 km de Pens Aufidi.